# Веерохвостая цистикола
Веерохвостая цистикола (лат. Cisticola juncidis) — небольшая птица из семейства цистиколовые. Известно 17 подвидов.

## Описание
Длина тела 10 см. Хвост черноватый, на конце обрамлённый светлыми полосами, часто широко раскрыт веером. В период инкубации у самцов на спине сильные темные пятна. Нижняя часть тела у самок интенсивнее окрашена в желтоватый цвет чем у самцов. Лоб и макушка головы имеют темноватые полосы. Ноги от тёмно-бежевого до оранжевого цвета.

## Распространение
Веерохвостая цистикола предпочитает прежде всего, открытые, не слишком засушливые ландшафты со средней высоты растительностью вблизи водоёмов, а также сельскохозяйственные угодья и заросли тростника и камыша. Локально вид гнездится также в поросших преимущественно солеросом солевых лугах.

## Размножение

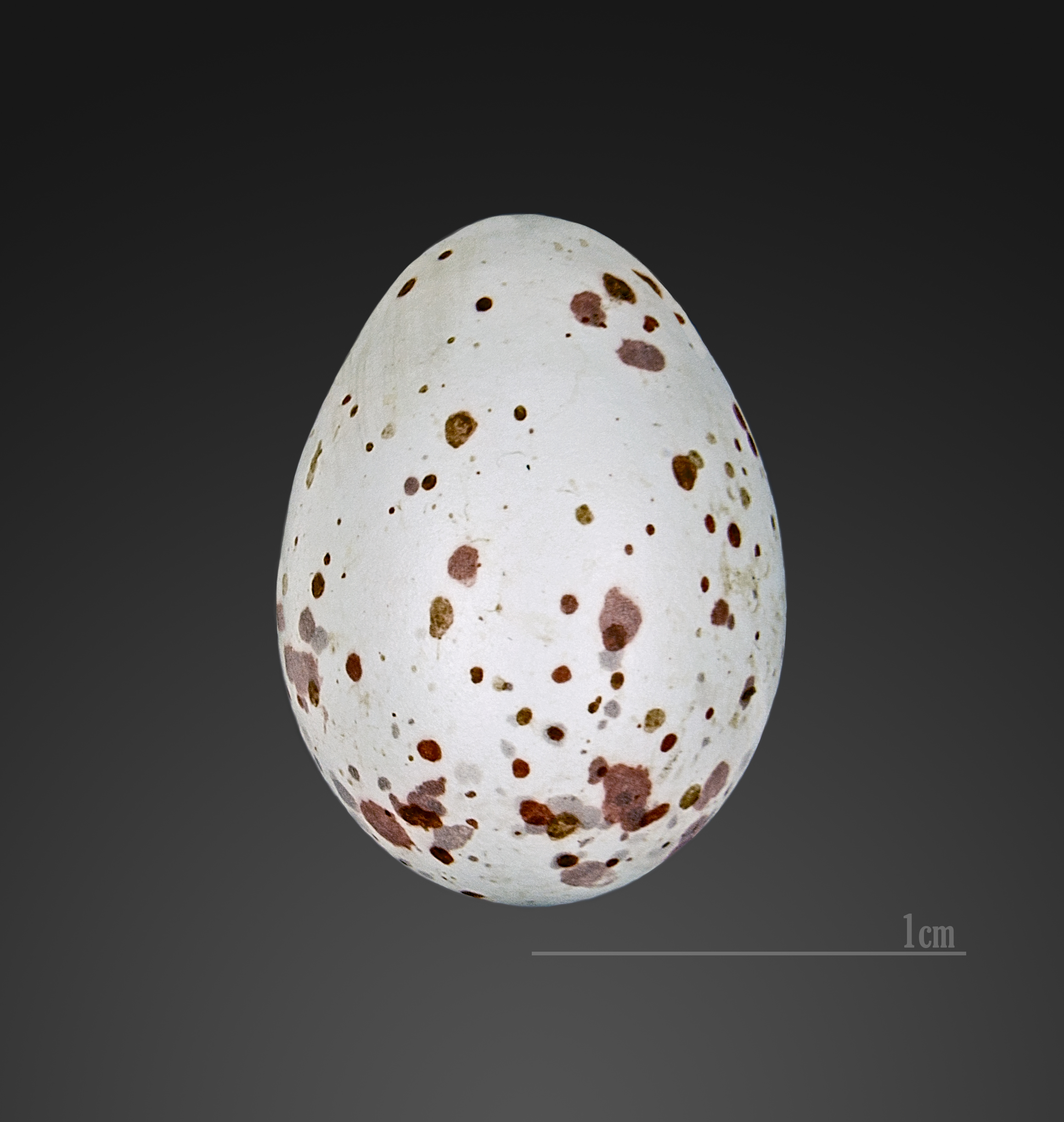
Яйцо

Полёт токования самца громкий. На высоте примерно 20 м он летает волнообразно вверх и вниз, чтобы при каждом «гребне волны» издавалось громкое «ципп». Эта однообразная песня с небольшими паузами раздаётся с утра до вечера. Гнездо строит только самка. Оно располагается низко между стеблями травы, в кустах, иногда также в зерновых культурах и имеет вид вытянутой сумки. Внутренняя часть выстлана чаще шерстью растений. На юге период инкубации начинается в марте, на севере в апреле, если трава достаточно высока. В год бывает до 2-х кладок, так что период инкубации часто оканчивается только в июле. Окраска яиц варьирует: существуют белые, синие, розовые, не пятнистые и пятнистые яйца. Период высиживания составляет от 10 до 11 дней, во время которого самец и самка меняют друг друга на гнезде.

## Питание
Насекомые и пауки являются кормом птиц.

## Подвиды
- C. j. juncidis гнездится в средиземноморской Франции, на Корсике и Сардинии, а также на Крите, в Турции и Египте.
- C. j. cisticola обитает на западе Франции, Иберийском полуострове, на Балеарских островах и в северо-восточной Африке.
- C. j. neurotica обитает прежде всего в Ираке и на западе Ирана.
- 3 других подвида известны в тропической Африке, 3 — в Индии и Непале, 6 — от восточной Азии до юга Индонезии и 3 — в Австралии.